# Tchernoukha (raïon de Kstovo)
Tchernoukha (en russe : Чернуха) est un village de Russie dans le raïon de Kstovo de l'oblast de Nijni Novgorod, siège administratif du conseil rural de Tchernoukha qui comprend, outre Tchernoukha, quatorze villages et hameaux.

## Géographie
Le village se trouve dans la partie centrale dans une zone de forêts de feuillus et de conifères, sur la rive gauche de la rivière Oziorka, affluent de la Koudma, à environ 9 km au sud de la ville de Kstovo, chef-lieu de l'arrrondissement. Il est situé à 106 mètres d'altitude.
Climat
Le climat est caractérisé comme continental tempéré, avec des étés courts et modérément chauds et des hivers froids et neigeux. La température annuelle moyenne est de 3,6 °C. La température moyenne de l'air du mois le plus chaud (juillet) est de 18,4 °C (le maximum absolu est de 39 °C) ; le plus froid (janvier), −11,8 °C (minimum absolu −40 °C). Les précipitations annuelles moyennes sont de 500 mm, dont 410 mm entre avril et octobre. Une couverture de neige stable s'établit dans la troisième décade de novembre et dure environ 154 jours.
Fuseau horaire
Le fuseau horaire est celui de Moscou.

## Population
Recensements (*) ou estimations de la population :
| 2002* | 2010* | 2012  | 2015  |
| ----- | ----- | ----- | ----- |
| 4 667 | 4 633 | 4 678 | 4 862 |

| 2019  | 2021  | - | - |
| ----- | ----- | - | - |
| 4 782 | 4 176 | - | - |